# Jan Bartejs

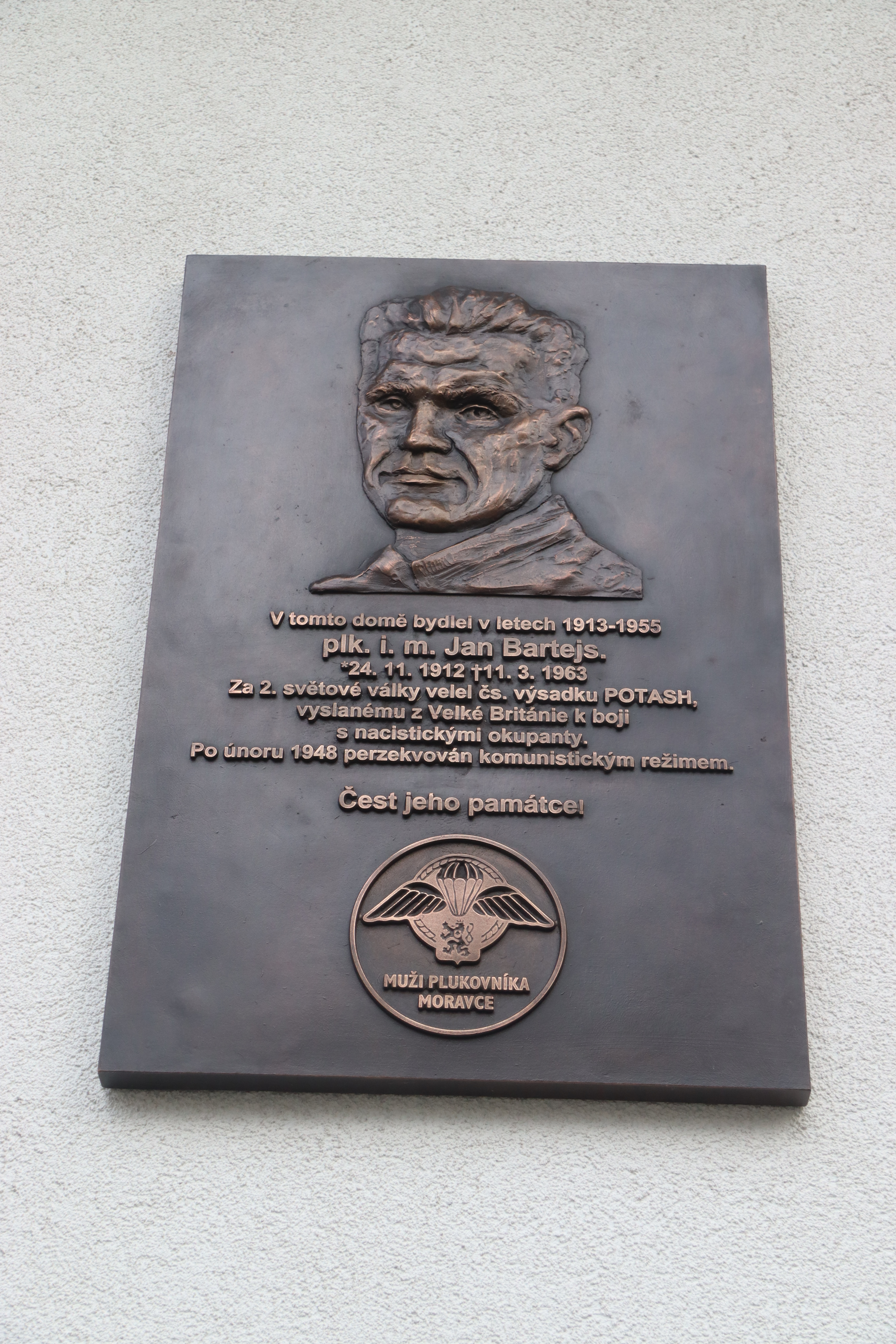
Pamětní deska na jeho rodném domě

Jan Bartejs (24. listopadu 1912, Třebíč – 13. března 1963, tamtéž) byl československý voják a velitel výsadku Potash.

## Mládí
Narodil se 24. listopadu 1912 v Třebíči. Otec Jan pracoval v obuvnictví, matka Marie, rozená Dvořáková byla v domácnosti, později pracovala jako dělnice. Měl dvě sestry.
Absolvoval obecnou školu a reálné gymnázium. Po maturitě v roce 1934 nastoupil na základní vojenskou službu v Uherském Hradišti u pěšího pluku. Po zařazení do důstojnické školy a povýšení na svobodníka aspiranta sloužil u pěšího pluku v Kroměříži. Od začátku roku 1936, již v hodnosti podporučíka sloužil u 8. pěšího pluku v Místku. Od 16. července 1936 pokračoval ve služebním poměru jako velitel roty. 1. srpna 1938 byl povýšen na poručíka pěchoty. 14. března se stal jedním z účastníků přestřelky, kdy se příslušníci místeckého pluku postavili postupující německé armádě.

## V exilu
Protektorát opustil 27. dubna 1939. Překročil hranice do Polska a přihlásil se na československém konzulátě v Krakově. Poté odplul do Francie, kde se pokusil o vstup do Cizinecké legie, byl však odmítnut. 4. října 1939 byl prezentován u československé zahraniční armády a byl zařazen k 1. pěšímu pluku. Do odjezdu do Anglie 12. července 1940 postupně sloužil u všech tří pěších pluků.
V Anglii byl do 15. května 1943 veden jako nezařazený důstojník (mezi tím absolvoval na podzim 1942 parakurz) , poté byl zařazen jako velitel baterie kanónů. Od 12. července 1943 do 23. února 1944 absolvoval tělovýchovný kurz, opakovací parakurz, konspirační a spojovací kurz, dále pak udržovací tělovýchovný kurz a absolvoval spojovací cvičení v Londýně. 16. dubna se přesunul na vyčkávací stanici v Itálii.

## Nasazení
Společně s ostatními příslušníky desantu byl vysazen 5. května 1944 u obce Ostrata. Skupina byla 6. května rozprášena. Spolu s Machovským se dostali na Slovensko, kde se skrývali až do léta. Poté se vrátili a pokusili se vyzvednout ukrytou radiostanici. Již samotnému se mu podařilo navázat kontakt s odbojem a poté i s dalším příslušníkem desantu Pelcem. Na jaře 1945 se setkal s dalším výsadkářem Bogatajem. Podílel se na několika sabotážních útocích proti železnici u Uherského Brodu.

## Po válce
Po skončení války byl nejprve přidělen k II. oddělení hlavního štábu MNO a poté k 27. pěšímu pluku v Uherském Hradišti 27. července 1945 byl povýšen na kapitána pěchoty, 28. října téhož roku byl povýšen na štábního kapitána pěchoty. V roce 1946 se oženil (manželství zůstalo bezdětné), 31. října téhož roku byl náhle a neodůvodněně propuštěn z armády. Pracoval jako pomocný dělník do 6. října 1949, kdy byl zatčen StB. Byla mu odejmuta vojenská hodnost a byl vězněn v tzv. Domečku na Pankráci. 15. prosince 1950 byl odsouzen ke třem letům odnětí svobody za trestný čin přípravy vojenské zrady.
Trest si odpykával v pracovním táboře v Jáchymově. 20. května 1952 byl propuštěn poté, co ho odvolací soud zprostil obvinění. Pracoval jako pomocný dělník v Třebíči a byl pravidelně vyslýchán StB. Na následky podlomeného zdraví zemřel 11. března 1963. Rehabilitován pak byl až v roce 1968 a posléze plně rehabilitován byl až v roce 1991.
V březnu roku 2023 mu byla na jeho rodném domě v Hálkově ulici v Třebíči odhalena pamětní deska.

## Vyznamenání
- 1944 –  Pamětní medaile československé armády v zahraničí se štítky Francie a Velké Británie
- 1945 –  Československý válečný kříž 1939
- 1945 –  Československá medaile Za chrabrost před nepřítelem
- 1945 –  Československá medaile za zásluhy I. stupně